# قشرة خارج الجسم المخطط
قشرة خارج الجسم المخطط (بالإنجليزية: Extrastriate cortex) هي منطقة من قشرة الفص القذالي الخاصة بدماغ الثدييات وتتواجد بجوار القشرة البصرية الأولية والتي تسمى كذلك بقشرة الجسم المخطط بسبب مظهرها المخطط تحت المجهر الضوئي. تشمل قشرة خارج الجسم المخطط عدة مناطق وظيفية منها: القشرة البصرية الثالثة (V3)، القشرة البصرية الرابعة (V4)، والمنطقة البصرية الزمنية الوسطى (V5/MT) الحساسة للحركة، أو منطقة جسم خارج الجسم المخطط (EBA) المستخدمة في تصور الأجسام البشرية.

## التشريح
حسب باحات برودمان فإن قشرة خارج الجسم المخطط تشمل باحة برودمان 18 وباحة برودمان 19، في حين تشمل قشرة الجسم المخطط على باحة برودمان 17.
لدى الرئيسيات، تشمل قشرة خارج الجسم المخطط المنطقة البصرية V3، المنطقة البصرية V4، والمنطقة البصرية MT (تسمى أحيانا V5)، في حين تنتمي المنطقة V1 إلى قشرة الجسم المخطط والمنطقة V2 إلى قشرة أمام الجسم المخطط.